# Йото Пацов
Йото Христов Пацов е български писател и журналист.

## Биография и творчество
Роден е в София на 28 декември 1949 г. Учил в Софийския държавен университет, завършил българска филология във Великотърновския университет „Кирил и Методий“. Специализирал журналистика във Факултета по журналистика на Московския държавен университет.
Публикува свои стихове, разкази, миниатюри, репортажи в ученическия печат в началото на 60-те години – в. „Септемврийче“, сп. „Родна реч“, в. „Средношколско знаме“.
Работил като журналист във в. „Вечерни новини“, Бюрото на Агенция по печата „Новости“ (днес – РИА „Новости“) в София, съветското списание в България „Днес и утре“, както и във в. „Народна младеж“, в. „Работническо дело“, сп. „Съвременен показател“, сп. „Авто ревю“, езотеричното ТВ-предаване „Вселена от тайни“, в. „Психо“, в. „Вселена от тайни“, в. „Деловата седмица“, сп. „Стил на живот“, ТВ „Центрумгруп“, сп. „Ексклузив“, сп. „Св. Валентин“, в. „Фактор“, сп. „Усури“, в. „Окото“, сп. „Икономика, бизнес, финанси“, в. „Наслука“, в. „Рибар“, сп. „Лов и риболов“, в. „За Луковит“ и др. Автор на хиляди публицистични и журналистически публикации. Участвал със свои материали, разкази и очерци в сборници, антологии и др., напр. „Българска ловна антология“, „Горска христоматия“, „Трифон Кунев – стихове“, „Българските герои по фронтовете на Първата световна война“, годишният алманах на Съюза на българските писатели в САЩ и по света „Любослов“, в литературните списания и алманаси „Пламък“, „Антимовския хан“, „Знаци“ и др. Съставител и автор на учебник за ловци „Ловът в България“. Кореспондент на чуждестранни печатни издания, в т. ч. и военен кореспондент в Албания, Хърватска, Босна и Херцоговина. Пръв чуждестранен журналист, проникнал в зоната на Чернобилската катастрофа 20 дни след взрива. Пътувал из Сибир, Далечния изток, Средна Азия, Индия. Член на Съюза на българските писатели, Съюза на българските журналисти и на Съюза на ловците и риболовците в България.
Бил е преподавател и секретар на Пловдивската духовна семинария „Св. св. Кирил и Методий“. Възстановил вестника на семинарията „Светлоструй“.
Почетен гражданин на Луковит, общински съветник. Член на журито и прессекретар на годишния конкурс за принос в културните отношения между народите на България и Русия „Золотая муза“. Носител на наградата на Съюза на българските писатели за проза за 2010 г., носител на годишната награда за проза „Златната муза“. Награден с лично оръжие за дейността си като управител на Издателска къща „Наслука“ на Съюза на ловците и риболовците в България.
Негови разкази са превеждани на руски, украински, турски, арабски и др. езици.

## Произведения
- „Петелът кълве звездите“, разкази, изд. „Абагар“, Велико Търново, 1990, второ издание – изд. „Български писател“, София, 2010.
- „Пръчка от леска“, стихове, изд. „Вит“, София, 1998.
- „Лъжикерван“, изд. „Фактор“, София, 2002, второ издание – изд. „Потайниче“, София, 2013.
- „Учителите“, очерци, изд. „Усури“, София, 2004.
- „Курбан“, стихове, ИК „Наслука“, София, 2007.
- „Великите учители“, очерци за духовните водачи на човечеството, изд. „Милениум“, София, 2008 г., второ издание – изд. „Потайниче“, София, 2018.
- „Перо от гарван“, публицистика, ИК „Наслука“, София, 2008.
- „Единаци“, разкази, изд. „Наслука“, София, 2009.
- „Мравучки“, публицистика, изд. „Потайниче“, София, 2011.
- „Чудото с българина – мистични сказания“, разкази и новели, изд. „Потайниче“, София, 2012.
- „Фараонът на лисиците“, къси разкази, изд. „Потайниче“, София, 2013.
- „Очила за канибали“, разкази, изд. „Потайниче“, София, 2016.
- „Еписто“, роман в писма, изд. „Потайниче“, София, 2016.
- „Великите учители“, биографии и притчи, изд. Потайниче“, София 2018.
- „Реката тук е ламя“, разкази, изд. Потайниче, София 2021.